# Кардинал мексиканський
Кардинал мексиканський (Rhodothraupis celaeno) — вид горобцеподібних птахів родини кардиналових (Cardinalidae).

## Поширення
Вид поширений на північному сході Мексики від штатів Нуево-Леон і Тамауліпас на південь до північної частини Веракруса; взимку він трапляється також в долині Ріо-Гранде на півдні Техасу. Мешкає у тропічних лісах з рясними чагарниками.

## Опис
Дрібний птах 20,2-23,5 см завдовжки, вагою 60 г. Самці мають чорне оперення з яскраво-червоним «комірцем», що охоплює задню частину шиї, боки грудей і живіт. У незрілих самців і самиць комірець зеленкуватий. Дзьобу всіх статей чорний і товстий.

## Спосіб життя
Трапляється поодинці, парами або змішаними зграями. Чашоподібне гніздо будує з трави і гілочок і поміщене в кущі. Самиця відкладає два-три блідо-сірі яйця з коричневими відмітками.